# Erika Runge
Erika Runge (* 22. Januar 1939 in Halle (Saale); † 31. Oktober 2023 in Berlin) war eine deutsche Schriftstellerin und Regisseurin. Sie wurde unter anderem durch die Interviewsammlung Bottroper Protokolle bekannt.

## Leben
Erika Runge war die Tochter eines Landgerichtsdirektors und einer Lehrerin; sie hat eine jüngere Schwester und zwei Brüder. Ihre Kindheit verbrachte sie in Potsdam. Nach dem Ende des Zweiten Weltkriegs zog die Familie nach West-Berlin. Nach dem Abitur studierte Erika Runge in Saarbrücken, Paris, Berlin und München Literatur- und Theaterwissenschaft, Romanistik und Kunstgeschichte.
1963 promovierte sie in München mit einer Arbeit über den literarischen Expressionismus zum Doktor der Philosophie. Anschließend drehte sie erste dokumentarische Kurzfilme für den Bayerischen Rundfunk.
Da ihr Vater im Ersten Weltkrieg beide Beine verloren hatte und sie selbst gegen Ende des Zweiten Weltkriegs während eines Bombenangriffs nur knapp dem Tod entronnen war, hatte sich Erika Runge bereits während des Studiums an der Universität München in der Anti-Atomtod-Bewegung engagiert. Nach Abschluss ihres Studiums ging sie nach Hamburg, wo sie beim Norddeutschen Rundfunk als Regieassistentin bei dem Fernsehregisseur Egon Monk arbeitete.
Im Laufe der 1960er Jahre entwickelte sie sich zu einer bedeutenden Vertreterin des neuen deutschen Dokumentarfilms. Von 1968 bis 1989 war sie Mitglied der Deutschen Kommunistischen Partei. Bei der Bundestagswahl 1969 kandidierte sie für die Aktion Demokratischer Fortschritt. Nach der Veröffentlichung der Bottroper Protokolle nahm sie an den Tagungen der Gruppe 61 teil. 1970 gehörte sie zu den Gründungsmitgliedern des Verlags der Autoren. Ab 1976 arbeitete sie vorwiegend für Rundfunk und Fernsehen. 1978 übersiedelte Runge von München nach West-Berlin. Seit 1995 war Erika Runge hauptberuflich als Psychotherapeutin tätig. Auch nach den Umwälzungen in Osteuropa war sie weiterhin in linken Organisationen engagiert.
Neben ihrer filmischen Arbeit verfasste Erika Runge mehrere Bände mit sozialkritischen Reportagen, in denen vom Strukturwandel der 1960er Jahre betroffene Bürger der Ruhrgebietsstadt Bottrop, Angehörige der beginnenden Frauenbewegung der späten 1960er Jahre und Einwohner der DDR-Stadt Rostock zu Wort kommen. Runges Werke stellen sich als wortwörtliche Wiedergabe der Interviews dar und gelten als Klassiker der dokumentarischen Literatur. Allerdings gab sie einige Jahre nach Veröffentlichung der Bottroper Protokolle zu, die Beiträge überarbeitet zu haben.
Bereits 1976 erklärte Runge ihren Abschied von der Dokumentarliteratur und kündigte an, in künftigen Werken ihre literarische Fantasie zum Zug kommen zu lassen. Allerdings veröffentlichte sie 1987 nochmals einen dokumentarischen Band mit „Protokollen“; das angekündigte erzählerische Werk ist bis heute nicht erschienen.
Runge verstarb im Alter von 84 Jahren am 31. Oktober 2023 in Berlin. Ihren Nachlass verwaltet das Archiv der Akademie der Künste in Berlin. Ein kleiner Nachlassteil befindet sich im Fritz-Hüser-Institut für Literatur und Kultur der Arbeitswelt in Dortmund.

## Mitgliedschaften und Auszeichnungen
Erika Runge war Mitglied des Verbandes Deutscher Schriftsteller, des PEN-Zentrums Deutschland und der Deutschen Akademie der Darstellenden Künste.
- 1968: Preis der deutschen Filmkritik
- 1968: Fernsehfilmpreis der Deutschen Akademie der Darstellenden Künste
- 1970: Förderpreis für Literatur der Stadt München
- 1971: Ernst-Reuter-Preis
- 1976: Publikumspreis der Marler Gruppe beim Adolf-Grimme-Preis (für Michael oder die Schwierigkeiten mit dem Glück)
- 1983: Preis der Frankfurter Autorenstiftung

## Werke
- Vom Wesen des Expressionismus im Drama und auf der Bühne, Dissertation an der Universität München 1963, DNB 481952330.
- Bottroper Protokolle, Suhrkamp, Frankfurt am Main 1968, 2008, ISBN 978-3-518-41988-5.
- Frauen, Suhrkamp, Frankfurt am Main 1969, 1996, ISBN 3-518-13316-0.
- Reise nach Rostock, DDR, Suhrkamp, Frankfurt am Main 1971, DNB 720031095.
- mit Werner Geifrig: Zum Beispiel Bottrop ..., Asso, Oberhausen 1971, DNB 770405118.
- Ich heiße Erwin und bin 17 Jahre, ein Film, Klett, Stuttgart 1973, ISBN 3-12-260350-0.
- Südafrika – Rassendiktatur zwischen Elend und Widerstand, rororo 1765, rororo aktuell, Rowohlt, Reinbek bei Hamburg 1974, ISBN 3-499-11765-7.
- mit Wolfgang Krolow (Fotos): Kinder in Kreuzberg, Sozialistische Einheitspartei Westberlin, Berlin 1979, OCLC 174523155.
- Berliner Liebesgeschichten,  Kiepenheuer und Witsch, Köln 1987, ISBN 3-462-01817-5.

## Filmografie
- 1968: Warum ist Frau B. glücklich?
- 1970: Ich heiße Erwin und bin 17 Jahre
- 1973: Ich bin Bürger der DDR
- 1975: Michael oder Die Schwierigkeiten mit dem Glück
- 1975: Opa Schulz
- 1981: Lisa und Tshepo
- 1987: Lias Traum vom Glück